# André Lopes
André Reis Lopes (ur. 12 września 1982 w Seia) – portugalski siatkarz, grający na pozycji przyjmującego, reprezentant Portugalii. 

## Sukcesy klubowe
Puchar Portugalii:
- 2005, 2006, 2007, 2015, 2016, 2018[2], 2019[3], 2022[4], 2023[5]

Mistrzostwo Portugalii:
- 2005, 2015, 2017, 2019[6], 2021, 2022[7], 2023[8]
- 2016, 2018

Superpuchar Belgii:
- 2008, 2009

Puchar Belgii:
- 2009, 2010

Mistrzostwo Belgii:
- 2009
- 2010

Puchar CEV:
- 2010

Mistrzostwo Francji:
- 2011
- 2012

Superpuchar Portugalii:
- 2014[9], 2015[10], 2016[11], 2018, 2019[12], 2020, 2021

Puchar Challenge:
- 2015

## Sukcesy reprezentacyjne
Liga Europejska:
- 2010
- 2007
- 2009

## Nagrody indywidualne
- 2007: Najlepszy zagrywający Ligi Europejskiej
- 2009: Najlepszy przyjmujący Ligi Europejskiej
- 2010: Najlepszy przyjmujący Ligi Europejskiej